# Vicinio
Vicinio (Liguria?, III secolo – ...) secondo la devozione popolare, sarebbe vissuto tra il III e il IV secolo come primo vescovo della Chiesa sarsinate.

## Agiografia
Le notizie su Vicinio sono note da un Lectionarium manoscritto anonimo del XII secolo.
Vicinio, che la tradizione vuole primo vescovo di Sarsina, sarebbe stato originario dalla Liguria. Poco prima delle grandi persecuzioni di Diocleziano e Massimino, si ritirò come eremita su un monte ubicato a circa sei chilometri da Sarsina che oggi porta il suo nome (Monte San Vicinio, attualmente nel comune di Mercato Saraceno). Qui seguì una vita fatta di preghiere e penitenza. Mentre sacerdoti e popolo di Sarsina erano riuniti per scegliere il vescovo, sulla cima del monte apparve un segno divino. Così l'eremita Vicinio fu chiamato a diventare il pastore della comunità romagnola, dai primi del IV secolo al 330, data della morte.
Anche dopo l'elezione a vescovo, Vicinio continuò a tornare sul monte in piena solitudine. In vita ebbe fama di taumaturgo: il suo carisma era quello di scacciare i demoni e guarire i fedeli da infermità fisiche o dell'animo attraverso una catena che poneva loro al collo.

## Culto
Il principale luogo di culto di San Vicinio è la cappella a lui dedicata nella cattedrale di Sarsina: qui sono conservate le reliquie del santo e la catena miracolosa, appartenuta secondo la tradizione a Vicinio stesso.
L'opera miracolosa del santo richiama ancora da ogni parte pellegrini e infermi; molte persone chiedono di essere avvolte nel collare confidando nel potere di guarire dalla possessione (esorcismo).
A san Vicinio è dedicata la festa che ricorre ogni anno il 28 agosto.

## Cammino di San Vicinio
La Valle del Savio è stata fin dall'antichità un luogo di passaggio, sia per i civili che per gli eserciti, oltre che una via di transito per le merci. Insieme con le persone, lungo di essa si è diffuso, sin dall'epoca romana, il cristianesimo.

Il cammino di San Vicinio si snoda lungo tutta la valle. Esso ripercorre le vie battute per molti secoli dai pellegrini, sia in direzione di Roma sia verso la pianura padana. Oggi il Cammino comprende 14 tappe, che si snodano tra Romagna e Toscana, attraversando 14 comuni di tre province: Forlì-Cesena, Arezzo e Rimini. Le tappe sono le seguenti:
1. Sarsina - Bagno di Romagna (37,6 km);
2. Bagno di Romagna - Camaldoli (20,2 km);
3. Camaldoli - Badia Prataglia (12 km);
4. Badia Prataglia - La Verna (28,3 km);
5. La Verna - Verghereto (17,3 km);
6. Verghereto - Balze (13 km);
7. Balze - Sant'Agata Feltria (22,65 km);
8. Sant'Agata Feltria - Pietra dell'Uso (23 km);
9. Pietra dell'Uso - Sogliano al Rubicone (9 km);
10. Sogliano al Rubicone - Borghi (21,9 km);
11. Borghi - Sorrivoli (17,3 km);
12. Sorrivoli - Cesena (19 km);
13. Cesena - Ciola (26 km);
14. Ciola – Sarsina (13,1 km).

I principali luoghi sacri che s'incontrano lungo il Cammino sono:
- Abbazia di Santa Maria del Monte (Cesena);
- Eremo di Sant'Alberico (Balze di Verghereto);
- Pieve di Montesorbo (frazione di Mercato Saraceno);
- Cattedrale di Sarsina;
- Monte di San Vicinio (dove il santo praticava la penitenza);
- Eremo di Corzano (nel comune di Bagno di Romagna);
- Santuario della Verna (nel territorio di Chiusi della Verna);
- Santuario della Madonna del Soccorso (nel territorio di Sant'Agata Feltria);
- Eremo di Camaldoli (nel territorio di Camaldoli).

## Collare di San Vicinio

Collare di San Vicinio

La tradizione afferma che San Vicinio, primo vescovo della città, visse su un monte, attualmente nel comune di Mercato Saraceno, che porta il suo nome, dove si ritirava per pregare e fare penitenza. Durante la sua permanenza il Santo soleva indossare un collare di ferro, a cui appendeva una pietra per appesantire il collo. L'oggetto in questione è costituito da due bracci uniti da un duplice snodo e terminanti con due anelli combacianti. Secondo una ricerca scientifica operata presso l'Università di Bologna, la catena, di incerta origine, sarebbe da attribuire ad un'epoca contemporanea o precedente la vita del Santo. Oggi il collare viene usato per benedizioni. Per i credenti infatti, esso avrebbe effetto taumaturgico su chi è soggetto a possessioni diaboliche e sugli infermi. Si è solito dire che La Catena è la mano del Santo che con la sua potente intercessione presso Dio dona la grazia a tutti coloro che giungono fino al suo altare in devoto pellegrinaggio. Gli esorcismi sono praticati all'interno della basilica da sacerdoti autorizzati dal vescovo.

### Fonti primarie
- (LA)  Vita sancti Vicinii Saxenatis episcopi, (conservata in un Lectionarium, Biblioteca Gambalunga di Rimini, ms. 4.A.1.1.)
- La prima vita di san Vicinio vescovo di Sarsina, introduzione e testo a cura di G. Lucchesi; traduzione di A. Zini e W. Ferretti, Faenza 1973
- Vita di Vicinio, a cura di Marino Mengozzi, (Vite dei santi dell'Emilia-Romagna; 2), Cesena 2003,

### Fonti secondarie
- Luigi Testi, San Vicinio: vescovo e protettore principale della città e diocesi sarsinate, nella storia e tradizione con la serie cronologica dei vescovi di Sarsina, Modena 1906 (rist. 1926)
- Ettore Fabbri, San Vicinio, vescovo e protettore dei sarsinati, Sarsina 1955
- Vicinio Caminati, S. Vicinio primo vescovo di Sarsina, Sarsina 1970
- Carlo Dolcini, La vita di san Vicinio, in Ecclesia S. Vicinii. Per una storia della diocesi di Sarsina, a cura di Marino Mengozzi, Cesena 1991, pp. 4-14
- Paolo Zanfini, Vita et miracoli del glorioso confessore S. Vicinio vescovo, et protettore di Sarsina, Sarsina 1609, in "Studi Romagnoli", 59 (2008), pp. 119–127